# میشل کرلی
میشل کرلی (انگلیسی: Michelle Curley؛ زادهٔ ۳۰ آوریل ۱۹۷۲) بازیکن سابق فوتبال اهل انگلستان است. کرلی در فینال جام جهانی زنان باشگاه‌ها ۱۹۹۳ برای آرسنال گل پیروزی را به ثمر رساند.
وی همچنین در تیم ملی فوتبال زنان انگلستان بازی کرده است.